# صحة (المنطق)
في المنطق، تكون أي مناقشة صحيحة فقط إذا كانت نتيجتها متضمنة بشكل منطقي بواسطة مقدماتها المنطقية وكانت كل خطوة في المناقشة منطقية. وتكون صيغة صحيحة فقط إذا كانت صحيحة وفق كل تفسير، وتكون صيغة المناقشة (أو خطتها) صحيحة فقط إذا كانت كل مناقشة بهذه الصيغة المنطقية صحيحة.

## صحة المناقشات
تكون أي مناقشة صحيحة فقط إذا كانت صحة مقدماتها المنطقية تتضمن صحة نتيجتها وكانت كل خطوة أو مناقشة فرعية أو عملية منطقية في المناقشة صحيحة. وفي مثل هذه الظروف سيكون من المناقض للذات أن نؤكد على المقدمات المنطقية ونرفض النتيجة. إن الشرط المناظر لأي مناقشة صحيحة هو حقيقة منطقية ويعتبر نفي شرطها المناظر تناقض. تعتبر النتيجة نتيجة منطقية لمقدماتها المنطقية.
يقال عن المناقشة غير الصالحة إنها «غير صحيحة».
يقدم القياس المنطقي التالي الشهير (المعروف أيضًا باسم القياس الاستثنائي) مثالاً على مناقشة صحيحة:
جميع الرجال مصيرهم الفناء.
سقراط رجل.
ومن ثم، فإن سقراط مصيره الفناء.
إن ما يجعل من هذه مناقشة صحيحة ليس أن لها مقدمات منطقية صحيحة ونتيجة صحيحة، بل هي الضرورة المنطقية للنتيجة، في ضوء المقدمتين المنطقيتين. وتكون المناقشة بنفس الصحة حتى إذا كانت المقدمات المنطقية والنتيجة غير صحيحة. تتميز المناقشة التالية بنفس الصيغة المنطقية ولكن مع مقدمات منطقية غير صحيحة ونتيجة صحيحة، وهي صحيحة بشكل مساوٍ:
جميع الأكواب خضراء اللون.
سقراط كوب.
ومن ثم، فإن سقراط أخضر اللون.
بصرف النظر عن كيفية تركيب الكون، فلا يوجد أي حالة يمكن معها أن يكون لهذه المناقشات مقدمات منطقية صحيحة في نفس الوقت ولكن مع نتيجة غير صحيحة. يمكن مقارنة المناقشات الواردة أعلاه مع المناقشة التالية غير الصحيحة:
جميع الرجال مصيرهم الفناء.
سقراط مصيره الفناء.
ومن ثم، فإن سقراط رجل.
في هذه الحالة، فإن النتيجة لا تتبع المقدمات المنطقية بشكل حتمي. فجميع الرجال مصيرهم الفناء ولكن ليس كل من يفنون من الرجال. فكل كائن حي مصيره الفناء، ومن ثم فرغم أن كلتا المقدمتين المنطقيتين صحيح ويبدو أن النتيجة صحيحة في هذا المثال، إلا أن المناقشة غير صحيحة لأنها تعتمد على عملية تضمين غير صحيحة. وتتميز هذه المناقشات الوهمية بقدر كبير مشترك مع ما يعرف باسم هاولرز في الرياضيات.
والرأي القياسي هو أنه سواءً كانت المناقشة صحيحة أم لا هو أمر يخص الصيغة المنطقية للمناقشة. يتم توظيف العديد من الأساليب بواسطة علماء المنطق لتمثيل الصيغة المنطقية لأي مناقشة. ومن الأمثلة البسيطة التي تنطبق على اثنين من التوضيحات المذكورة أعلاه ما يلي: لنفترض أن الأحرف «أ» و«ب» و«ج» ترمز على التوالي إلى مجموعة الرجال ومجموعة الفانين وسقراط. باستخدام هذه الرموز، يمكن اختصار المناقشة الأولى كما يلي:
كل «أ» هو «ب».
«ج» هو «أ».
ومن ثم، فإن «ج» هو «ب».
وبالمثل، فإن المناقشة الثالثة تصبح:
كل «أ» هو «ب».
«ج» هو «ب».
ومن ثم، فإن «ج» هو «أ».
تكون أي مناقشة صحيحة شكليًا إذا كانت صيغتها تجعل النتيجة أيضًا صحيحة لكل تفسير تكون معه جميع المقدمات المنطقية صحيحة.
وكما رأينا بالفعل، فإن التفسير المذكور أعلاه (للمناقشة الثالثة) يتسبب في وجود مقدمات منطقية صحيحة ونتيجة غير صحيحة لصيغة المناقشة الثانية (إذا لم يكن «أ» كائنًا بشريًا)، مما يبرهن على عدم صحتها.

## صيغة صحيحة
تكون صيغة أي لغة رسمية صيغة صحيحة فقط إذا كانت صحيحة تحت كل تفسير ممكن للغة. في المنطق الافتراضي، فإنها تكون تكرارات غير مفيدة.

## صحة العبارات
يمكن أن نطلق على عبارة ما أنها صحيحة، ونعني بهذا الصحة المنطقية إذا كانت صحيحة في جميع التفسيرات.

## الصحة والصواب
لا تتأثر صحة الاستنتاج بصحة المقدمة المنطقية أو صحة النتيجة. فالاستنتاج التالي صحيح تمامًا:
جميع الحيوانات تعيش على المريخ.
جميع البشر من الحيوانات.
ومن ثم، فإن جميع البشر تعيش على المريخ.
المشكلة في هذه المناقشة هي أنها ليست صائبة. ولكي تكون أي مناقشة استنتاجية صائبة، يجب أن يكون الاستنتاج صحيحًا وأن تكون جميع المقدمات المنطقية صحيحة.

## إمكانية التطبيق والصحة
نظرية النموذج تعمل على تحليل الصيغ من ناحية فئات معينة من التفسير بتركيبات رياضية مناسبة. وفي هذه القراءة، تكون الصيغة صحيحة إذا كانت كل هذه التفسيرات تجعلها صحيحة. يكون أي استدلال صحيحًا إذا كانت جميع التفسيرات التي تبين صحة المقدمات المنطقية توضح أيضًا صحة النتيجة. ويعرف هذا باسم الصحة الدلالية.

## الوقاية
في عنصر الصحة من ناحية الحفاظ على الصحة، فإن التفسير الذي يتم فيه تخصيص قيمة صحة «صحيح» لجميع المتغيرات ينتج قيمة صحة هي «صحيح».
أما في عنصر الصحة من ناحية الحفاظ على الخطأ، فإن التفسير الذي يتم فيه تخصيص قيمة صحة «خاطئ» لجميع المتغيرات ينتج قيمة صحة هي «خاطئ».
| خصائص الوقاية            | جمل رابطة منطقية |
| ------------------------ | --- |
| الحفاظ على الصحة والخطأ: | ربط منطقي (و، {\displaystyle \land }) فصل منطقي (أو، {\displaystyle \lor }) |
| الحفاظ على الصحة فقط:    | حشو بدون فائدة ({\displaystyle \top }) علاقة شرطية ثنائية (XNOR، {\displaystyle \leftrightarrow }) قضية شرطية ({\displaystyle \rightarrow }) تضمين عكسي ({\displaystyle \leftarrow }) |
| الحفاظ على الخطأ فقط:    | تناقض ({\displaystyle \bot }) فصل حصري (XOR، {\displaystyle \oplus }) عدم تضمين ({\displaystyle \nrightarrow }) عدم تضمين عكسي ({\displaystyle \nleftarrow })                         |
| عدم الحفاظ:              | افتراض نفي ({\displaystyle \neg }) رفض بديل (NAND، {\displaystyle \uparrow }) رفض متصل (ولا، {\displaystyle \downarrow })                                                             |

## صحة n
تكون الصيغة أ في لغة من المرتبة الأولى {\displaystyle {\mathcal {Q}}} n-valid iff كانت صحيحة لكل تفسير لـ {\displaystyle {\mathcal {Q}}} له مجال يبلغ n رقمًا بالضبط.

### صحة ω
تكون صيغة أي لغة من المرتبة الأولى ω-valid iff كانت صحيحة لكل تفسير للغة وكان لها مجال مع عدد غير محدود من الأرقام.